# 达迪
爱德华多·费尔南德斯·佩雷拉·戈麦斯（Eduardo Fernandes Pereira Gomes，1981年8月13日—），习称达迪（Dady），是出生于葡萄牙的佛得角职业足球运动员，现在效力于中国足球超级联赛球队上海申花，司职前锋。

## 俱乐部生涯
达迪出自葡萄牙豪门里斯本竞技的青训体系，职业生涯早期在葡萄牙的低级别联赛球队阿尔德诺文斯、欧迪维拉斯和埃斯托里爾等球队度过。2006年1月，达迪转会加盟葡萄牙足球超级联赛球队貝倫人。1月14日，他在贝伦人主场0比1不敌里斯本竞技的比赛中上演职业生涯的顶级联赛首秀。2006/07赛季，达迪是贝仑人的主要攻击手，29场联赛射进12球，夺得联赛银靴，并帮助球队以联赛第五名的成绩获得欧盟杯的参赛资格。
2007年8月14日，达迪转会加盟西班牙足球甲级联赛球队奥萨苏纳，350万欧元的身价也成为奥萨苏纳的历史纪录。 虽然他在奥萨苏纳的地位并不稳固，但2007/08赛季还是以7个进球成为球队的最佳射手，帮助奥萨苏纳保级成功。在之后的两个赛季，他由于身体原因尤其是股骨发现良性肿瘤，出场次数大大减少。
2010年夏季，达迪加盟土耳其球队布卡体育，但经过5场颗粒无收的联赛后，在当年12月30日就被球队解约。2011年1月，达迪回到葡萄牙，加盟欧汉尼斯。 在2011/12赛季，他在23场比赛中取得7个进球，帮助球队在葡超联赛保级。2012年7月17日，达迪加盟塞浦路斯足球甲级联赛球队利马索尔阿波罗。 2013年2月28日，达迪前往中国，和中国足球超级联赛球队上海申花签约一年。

## 国际比赛生涯
2005年，达迪开始为佛得角国家足球队出场。2008年6月15日，他在2010年世界杯预选赛佛得角客场挑战毛里求斯的比赛中射进在国家队的首球，帮助佛得角1比0击败对手。